# Dorcadion scrobicolle
Dorcadion scrobicolle là một loài bọ cánh cứng trong họ Cerambycidae.